# Microsoft Office Project Server
Microsoft Office Project Server es un servidor de administración de proyectos creado por Microsoft. Este servidor usa Microsoft SharePoint como fundación, soporta interfaces Web y Microsoft Project como una aplicación de cliente. Project Server tuvo modificaciones en las versiones 2007 y 2010 destacando de esta última versión la integración de la interfaz "Ribbon".

## Descripción
Microsoft amplía las capacidades de Microsoft Project con "Project Server" y "Project Web App". Microsoft Project Server almacena la información del proyecto en una base de datos central SQL Server, protegido del acceso no autorizado y de la corrupción. Un "Project Administrator" puede controlar a los usuarios la seguridad que definen y derechos de acceso.
Project Server almacena calendarios personalizados, vistas, tablas, filtros y campos, en una zona global de la empresa, donde los usuarios tienen acceso a la última versión cada vez que se reinicie Microsoft Project.

## Versiones para Windows
- 2000 – Project Central
- 2002 – Project Server 2002
- 2003 – Office Project Server 2003
- 2007 – Office Project Server 2007
- 2010 – Project Server 2010
- 2013 – Project Server 2013
- 2015 - Project Server 2016
- 2018 - Project Server 2019